# Frigorífico Anglo del Uruguay

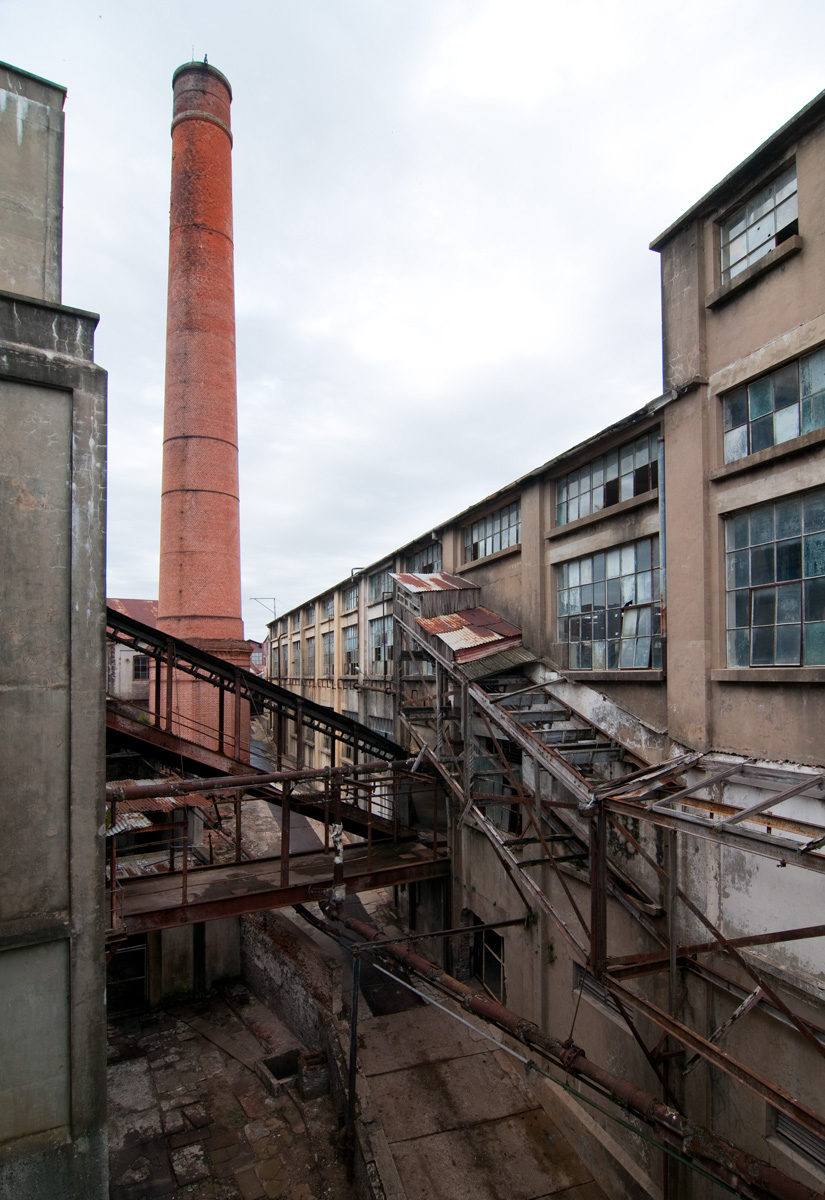
Vista del edificio principal y su chimenea.

El Frigorífico Anglo del Uruguay Sociedad Anónima fue una de las principales agroindustrias del Uruguay durante el siglo XX y una de las principales fábricas ya que contaba con las procesadoras de productos cárnicos más importantes de América del Sur. Cumplió un importante papel en la producción y suministro de corned beef a las tropas aliadas durante la Segunda Guerra Mundial.
Localizado en Fray Bentos, departamento de Río Negro, junto al río Uruguay, estaba dotado de un excelente puerto de ultramar con acceso al océano Atlántico y a la Cuenca del Plata con gran cercanía a la zona de producción agropecuaria. Actualmente, su edificio central, Patrimonio de la Humanidad de la UNESCO desde el 2015, alberga el Museo de la Revolución Industrial y el Parque Industrial Municipal, catalogado como paisaje cultural, donde operan pequeñas empresas.

## Historia
En su momento de auge llegó a emplear, directa o indirectamente, a una cantidad importante de la población de Fray Bentos en sus numerosas secciones.
En un proceso que se cumplió entre 1922 y 1924, un grupo empresarial con capitales mayoritariamente británicos adquirió la empresa Liebig Extract of Meat Company (antigua firma alemana creada en 1865 que daba trabajo a 10 000 personas en el último tercio del siglo XIX), la cual pasó a denominarse «Frigorífico Anglo del Uruguay».
Durante el segundo y tercer cuarto del siglo XX, fue la usina de desarrollo del departamento de Río Negro. Sus principales productos eran el extracto de carne y el corned beef.
Entre sus principales proveedores de ganados, se destacaron firmas inglesas y uruguayas, entre ellas: The River Plate Co. Ltda., Carrau y Cía., The Uruguayan United Est. Ltda., Stirling y Cía.,  Barreto & Morató, J.J.C. Williams, Campbell Hnos., Jorge Mullins y Suc. Joaquín Vivo.

## Decadencia
A fines de la década de 1960, fue nacionalizado y adquirido por el Estado, pasando a denominarse «Frigorífico Fray Bentos», aunque popularmente se le continuó llamando Frigorífico Anglo. A fines de los años setenta, en plena declinación, con secciones cerradas y con una drástica reducción del personal, clausuró sus actividades, lo que afectó la vida económica y productiva de Fray Bentos.
Se realizaron múltiples esfuerzos para tratar de reactivarlo, sin éxito. Incluso, a principios de los años 1980, durante la dictadura cívico-militar, fue cedido a la empresa árabe Saudico, lo cual culminó en rotundo fracaso. Restablecida la democracia en 1985, desde la sociedad civil, las fuerzas vivas, la Intendencia y el Parlamento, se realizaron esfuerzos para su reapertura. A tales efectos se creó un Comité de Reactivación del Frigorífico, que realizó diferentes contactos con el Poder Ejecutivo (especialmente con el Ministerio de Ganadería, Agricultura y Pesca [MGAP]) y el Poder Legislativo (con la Comisión Especial de Reactivación del Frigorífico Fray Bentos y ARINSA).
Se destaca la participación que tuvo en esas instancias el intendente de Río Negro Mario Carminatti y los representantes nacionales por el departamento, Guillermo Stirling (Partido Colorado) y Alfonso Requiterena (Partido Nacional); este último, desde el Parlamento, presentó varios reclamos para la búsqueda de soluciones al tema.

## Actualidad
Luego de estudios realizados por técnicos del MGAP, se llegó a la conclusión de que la reactivación no era posible debido a la obsolecencia de los equipos y los altos costos que traería aparejada la reconstrucción de la empresa por los grandes cambios en las exigencias del mercado internacional de productos cárnicos. Abandonado el reclamo de reactivación, desde la Intendencia se reclamó al Ejecutivo la fábrica, el barrio Anglo y una importante cantidad de terrenos circundantes.

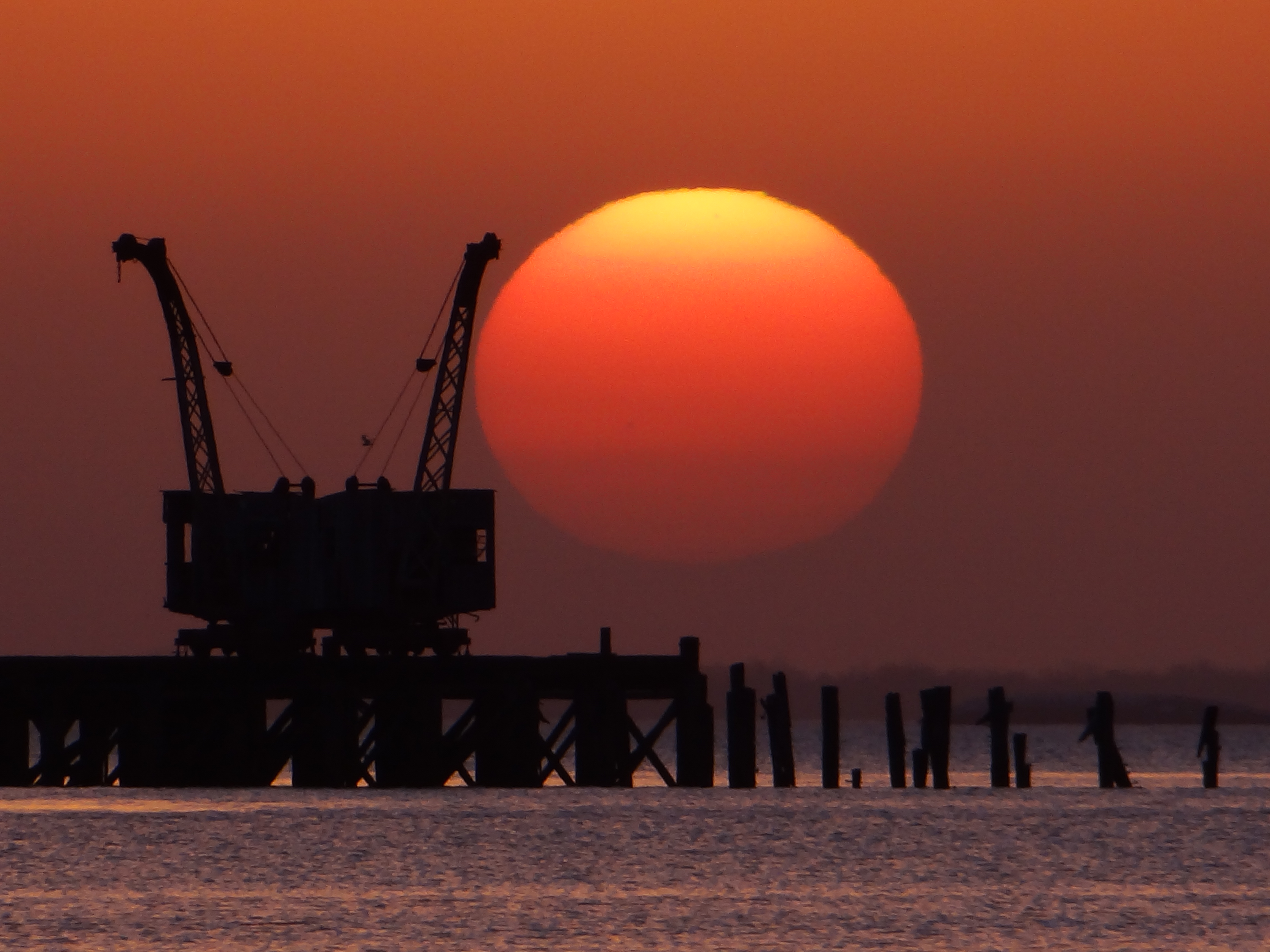
Muelle y grúas del frigorífico sobre el Río Uruguay.

El proyecto era instalar un parque industrial para pequeñas y medianas empresas, aprovechando los grandes espacios techados del sitio; una zona franca estatal contigua a la fábrica; el aprovechamiento del puerto, y la creación de un museo de la Revolución Industrial.
Al final del primer período de gobierno del presidente Julio María Sanguinetti, la fábrica y el barrio fueron cedidos a la Intendencia de Río Negro, la que comenzó un largo proceso de adecuación de la ex empresa y su entorno.
Por iniciativa del intendente Mario Carminatti, se creó el Parque Industrial Municipal, que ofició de vivero de empresas; se mejoraron algunos servicios del barrio Anglo, y se sentaron las bases de lo que primero fue un recorrido histórico-turístico por la fábrica y que luego culminaría con la creación del Museo de la Revolución Industrial. El museo cuenta con casi 10.000 visitantes anuales y con dos recorridas guiadas al día, las que presentan una interesante propuesta que reseña la historia local.

### Patrimonio de la Humanidad
El 5 de julio de 2015, el Frigorífico Anglo del Uruguay fue declarado Patrimonio de la Humanidad por la Unesco.

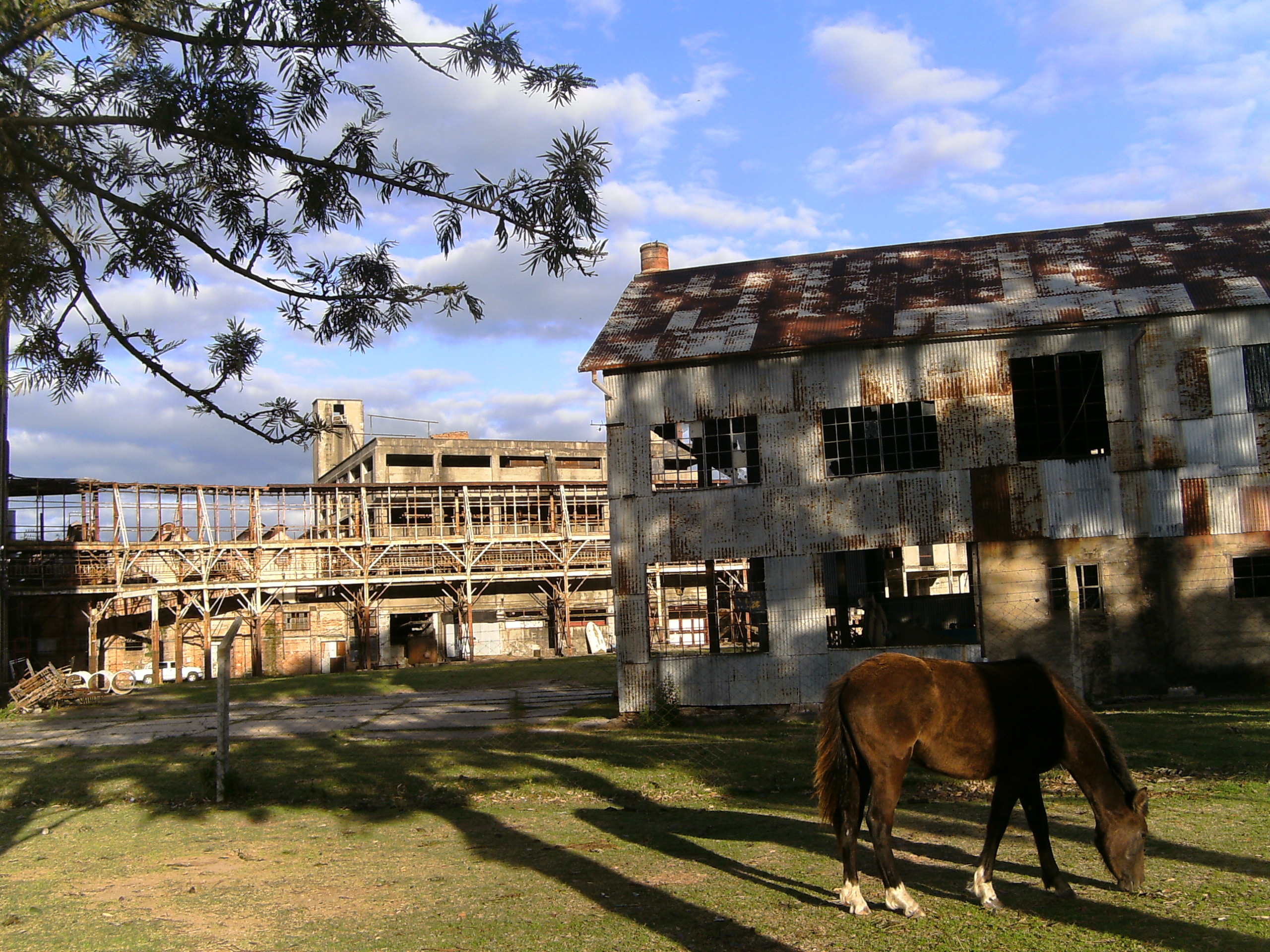
Vista parcial
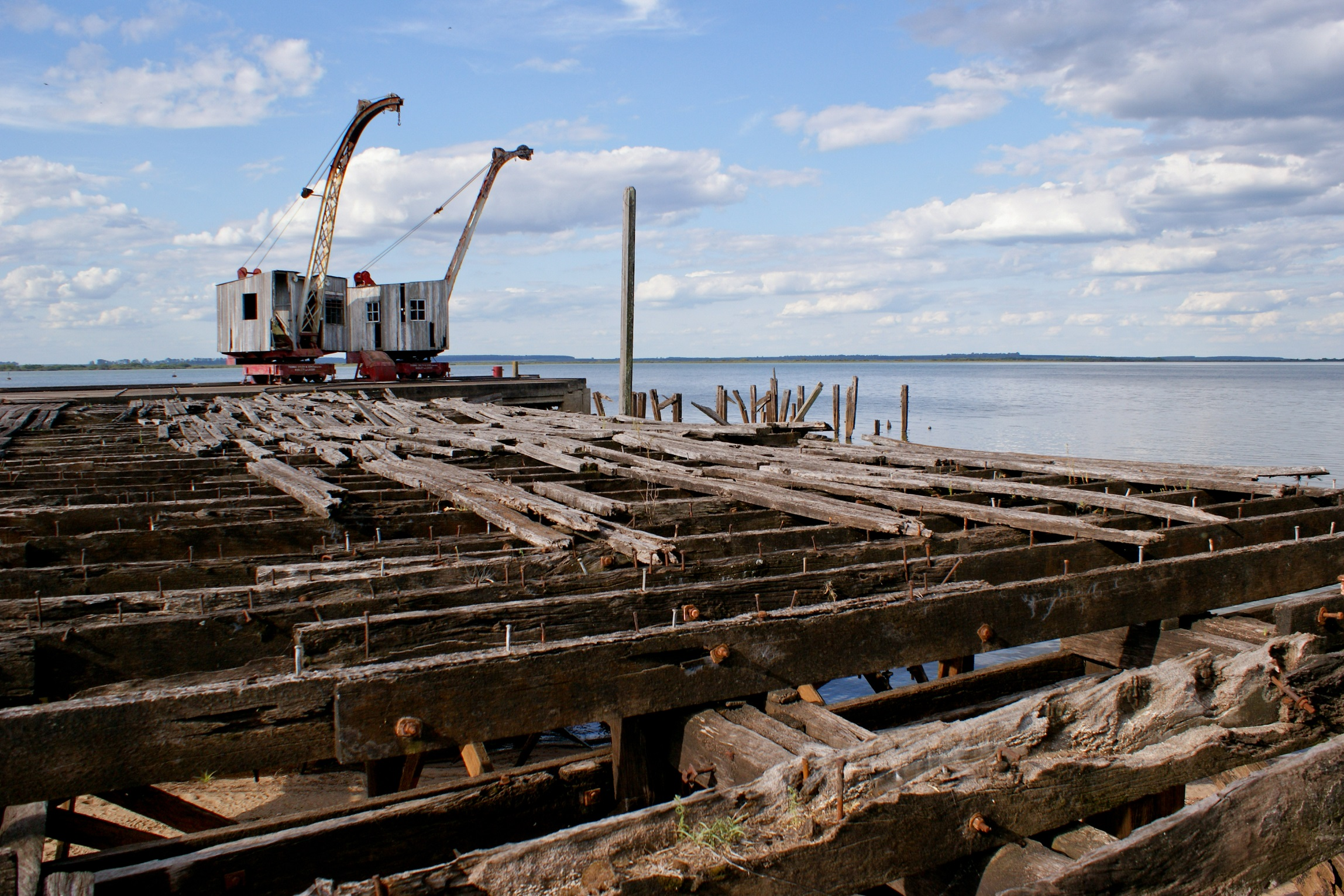
El puerto
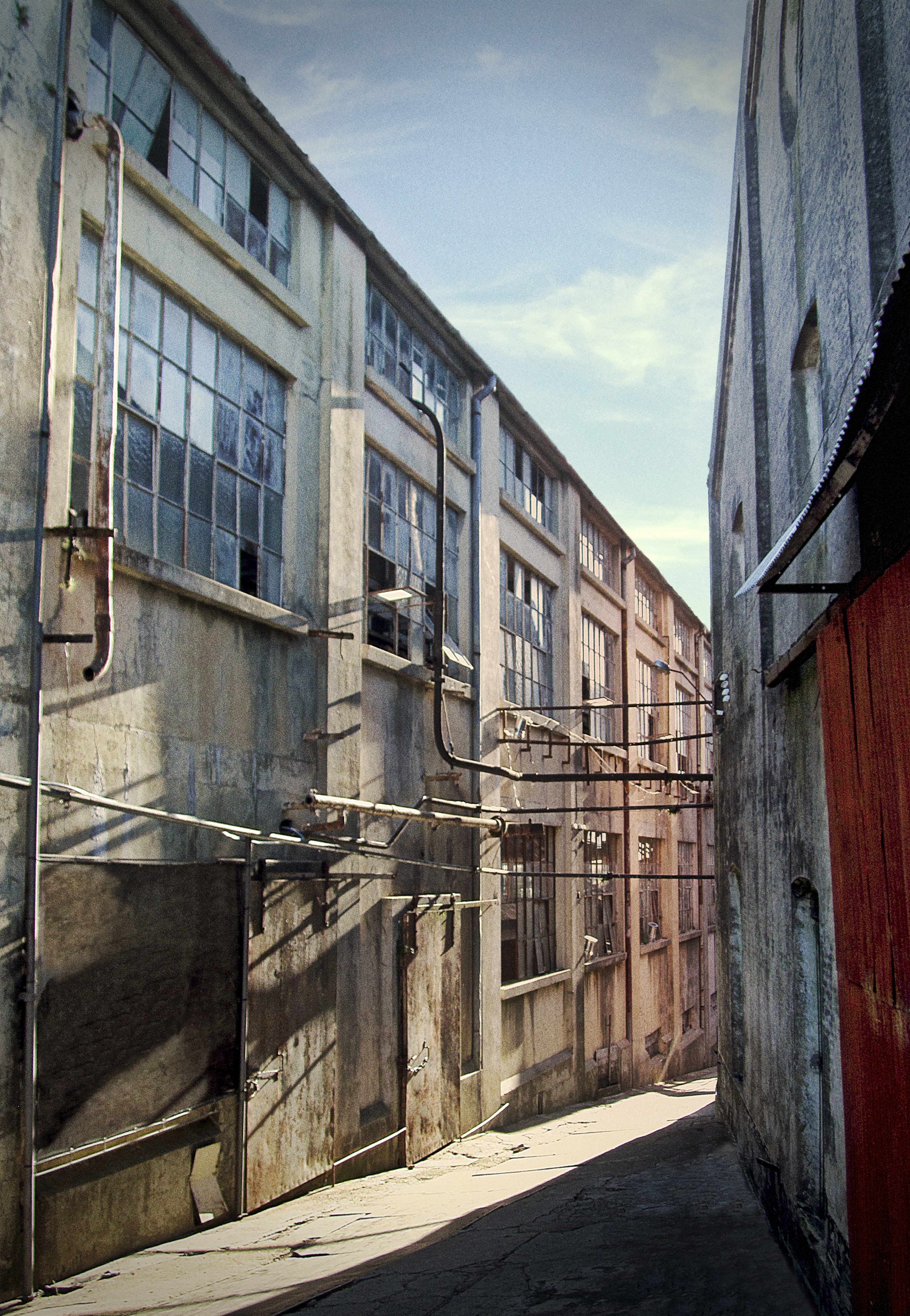
Callejón del complejo industrial Anglo
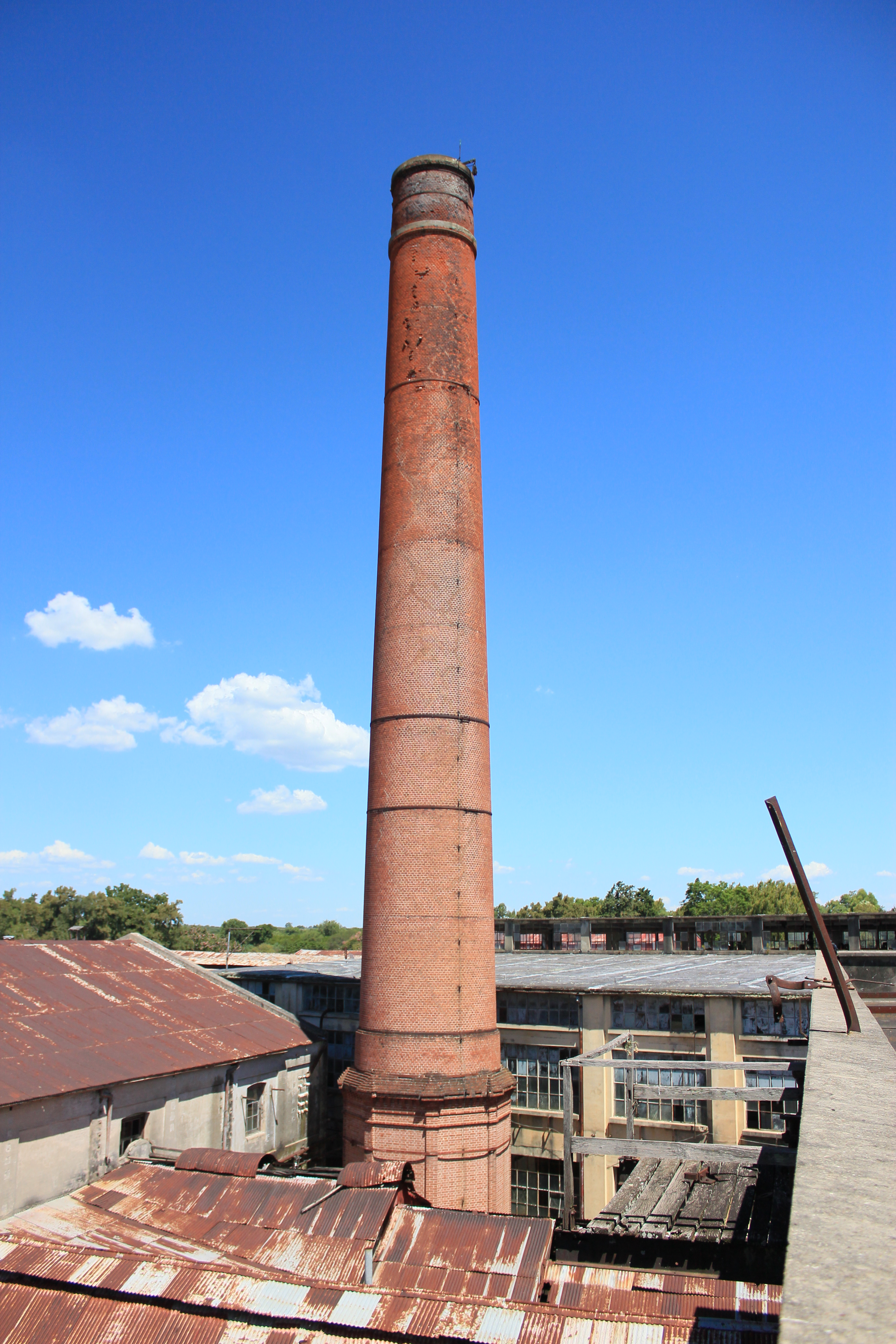
Vista donde destaca la chimenea
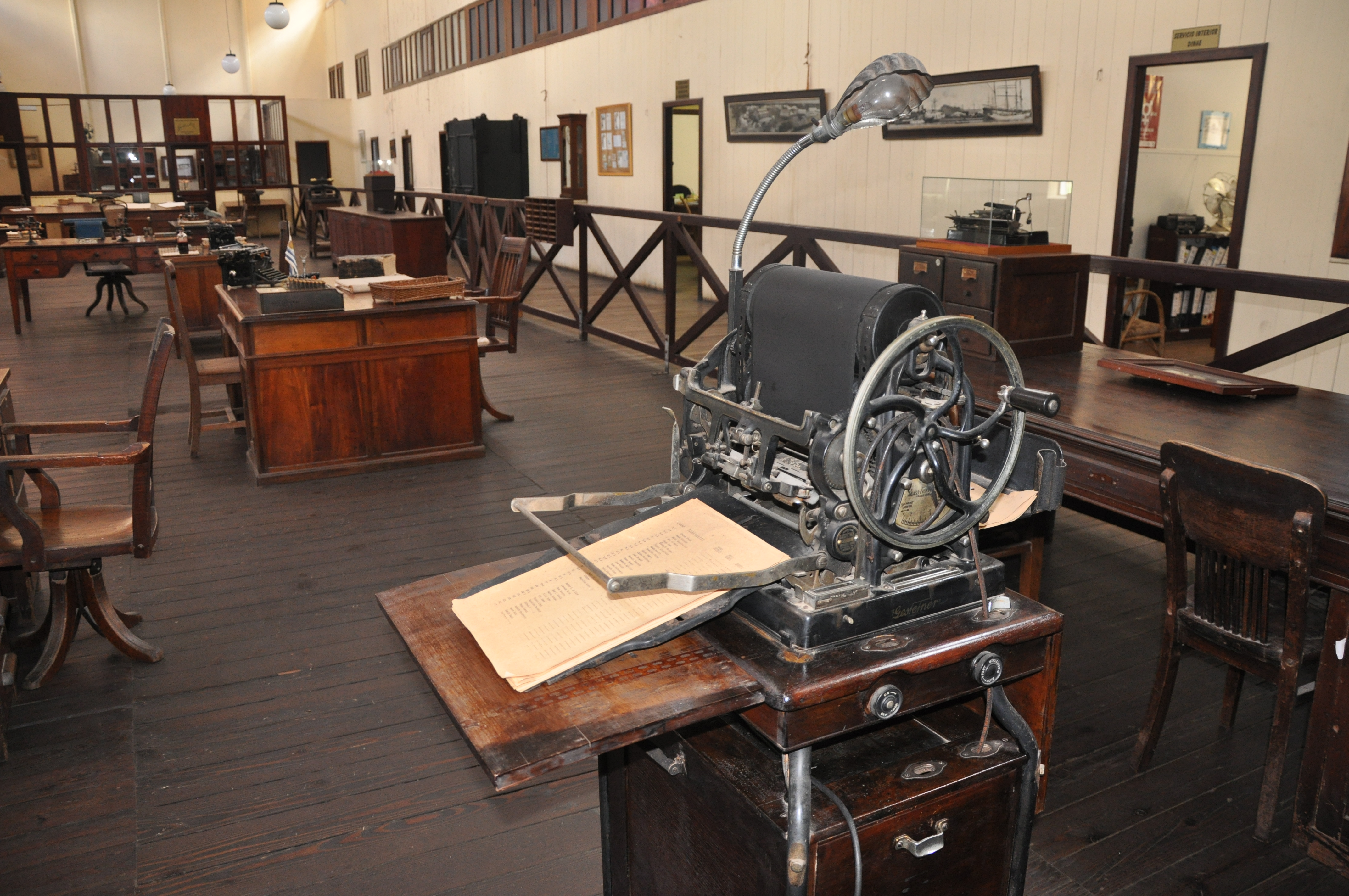
Antiguas oficinas
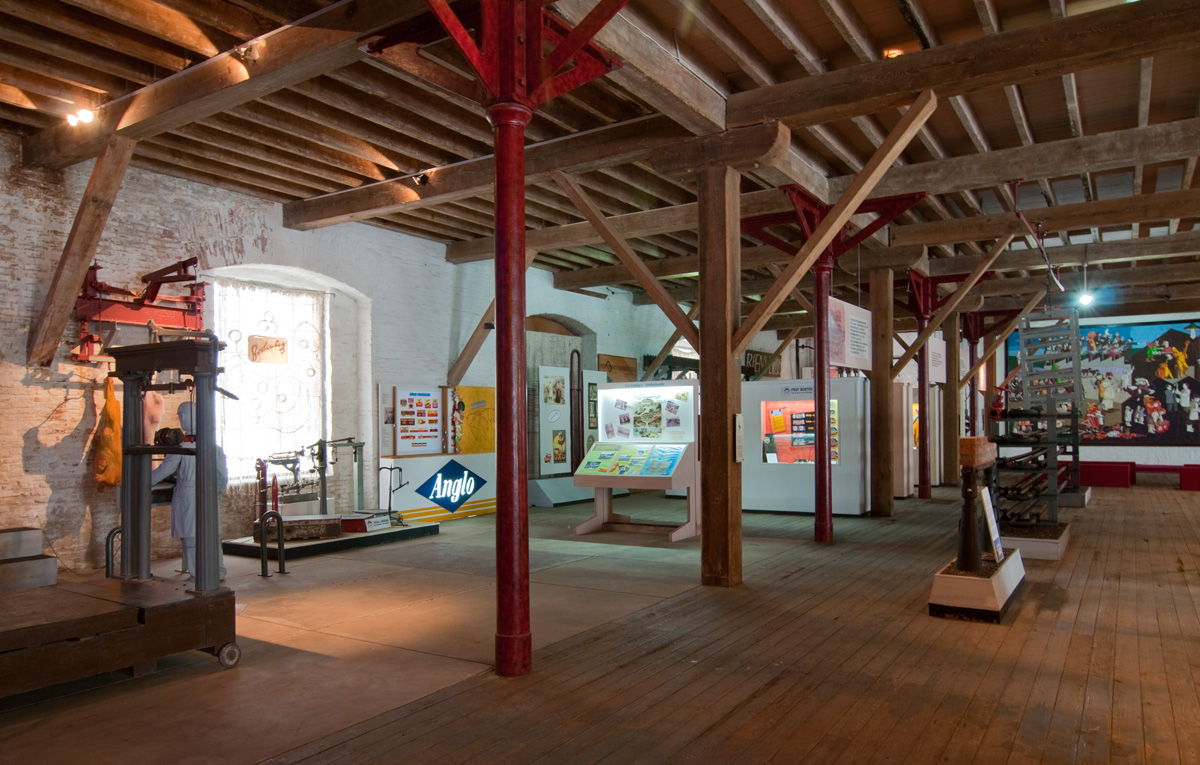
Vista del interior